# Limnophora olympiae
Limnophora olympiae är en tvåvingeart som beskrevs av Lyneborg 1965. Limnophora olympiae ingår i släktet Limnophora och familjen husflugor. Inga underarter finns listade i Catalogue of Life.